# Acidose tubular renal
Acidose tubular renal (ATR) é uma condição médica que envolve o acúmulo de ácido no corpo devido à incapacidade dos rins de acidificar apropriadamente a urina.  Quando o sangue é filtrado pelos rins, o filtrado passa através dos túbulos do néfron, permitindo a troca de sais, equivalentes ácidos e outros solutos antes que ele seja drenado para a bexiga como urina. A acidose metabólica que resulta da acidose tubular renal pode ser causada tanto por incapacidade de reabsorver do filtrado ions bicarbonato suficientes quanto pela  incapacidade de secretar ions hidrogênio nas porções finais do néfron (túbulo distal).
Embora uma acidose metabólica também ocorra naqueles pacientes com insuficiência renal, o termo acidose tubular renal é reservado para os indivíduos com acidificação urinária deficiente e que possuem rins com funcionamento normal. Existem diversos tipos de ATR, cada uma com diversas síndromes e causas diferentes.
A palavra acidose se refere à tendência da acidose tubular renal em diminuir o pH sanguíneo. Quando o pH sanguíneo está abaixo do normal (7,35), isso é chamado acidemia. A acidose metabólica causada pela acidose tubular renal é uma acidose de ânion gap normal.